# 51 وثيقة
51 وثيقة: التعاون الصهيوني مع النازيين هو كتاب عام 2002 للتروتسكي الأمريكي والمناهض للصهيونية ليني برينر. يقدم الكتاب 51 وثيقة يجادل برينر أنها تظهر أن القادة الصهاينة تعاونوا مع الفاشية خاصة في ألمانيا النازية من أجل بناء وجود يهودي في فلسطين. يواصل الكتاب الموضوعات التي تم استكشافها في عمل برينر السابق والمثير للجدل للغاية الصهيونية في عصر الدكتاتوريين.

## أقسام الكتاب
الكتاب مقسم إلى خمسة أقسام:
- الصهيونية ومعاداة السامية قبل هتلر
- المنظمة الصهيونية العالمية والنازية قبل الهولوكوست
- التحريفية الصهيونية والفاشية والنازية قبل الهولوكوست
- المنظمة الصهيونية العالمية أثناء الهولوكوست
- عصابة شتيرن والنازيون.[2]